# Distretto di Chiguata
Il distretto di Chiguata è un distretto del Perù nella provincia di Arequipa (regione di Arequipa) con 2.686 abitanti al censimento 2007 dei quali 1.869 urbani e 817 rurali.
È stato istituito fin dall'indipendenza del Perù.